# Gabrijela
Gabrijela je žensko osebno ime.

## Izvor imena
Ime Gabrijela je ženska oblika imena Gabrijel.

## Različice imena
Gabi, Gabika, Gabriela, Gabriele; imena Jela, Jelica, Jelka, Jelica, Jelika pa lahko izhajajo tako iz imena Gabrijela kot iz imena Helena.

## Tujejezikovne oblike imena
- pri Angležih: Gabriela, Gaby, Jella
- pri Čehih: Gabriela
- pri Italijanih: Gabria, Gabriele, Gabriella, Gabrielina
- pri Madžarih in Švedih: Gabriella
- pri Nemcih: Gabi, Gabe, Gabriela, Gabriele

## Pogostost imena
Po podatkih Statističnega urada Republike Slovenije je bilo na dan 31. decembra 2007 v Sloveniji število ženskih oseb z imenom Gabrijela: 2.234. Med vsemi ženskimi imeni pa je ime Gabrijela po pogostosti uporabe uvrščeno na 117. mesto.

## Osebni praznik
V koledarju je ime Gabrijela skupaj z imenom Gabrijel; god praznuje 27. februarja ali pa 29. septembra.